# Louis van Gaal
Aloysius Paulus van Gaal, conocido como Louis van Gaal (pronunciación [luˈwi vɐŋˈɣaːl], aprox. lui fan jal) (Ámsterdam, 8 de agosto de 1951), es un exfutbolista y exentrenador neerlandés.

## Trayectoria

### Como jugador
Como jugador se desempeñó de centrocampista y destacó en los años 70 y 80 en varios equipos de la primera división neerlandesa y belga. Formó parte de la plantilla del Ajax de Ámsterdam que deslumbró a principios de los setenta, aunque no llegó a debutar. Después de su paso por el Royal Antwerp belga, debutó en la Eredivisie con el Stormvogels Telstar. En 1978 fue contratado por el Sparta Rotterdam, donde jugó ocho temporadas. Tras su paso por el Sparta, militó un año en el AZ Alkmaar, club en el que se retiró como jugador en 1987. Sin embargo, ha sido como entrenador cuando ha logrado mayor reconocimiento en el mundo del fútbol, gracias a sus éxitos con el Ajax de Ámsterdam y con el F. C. Barcelona en los años 90. Además ha dirigido a la Selección neerlandesa en tres etapas, al AZ Alkmaar, al Bayern de Múnich y al Manchester United.

### Como entrenador

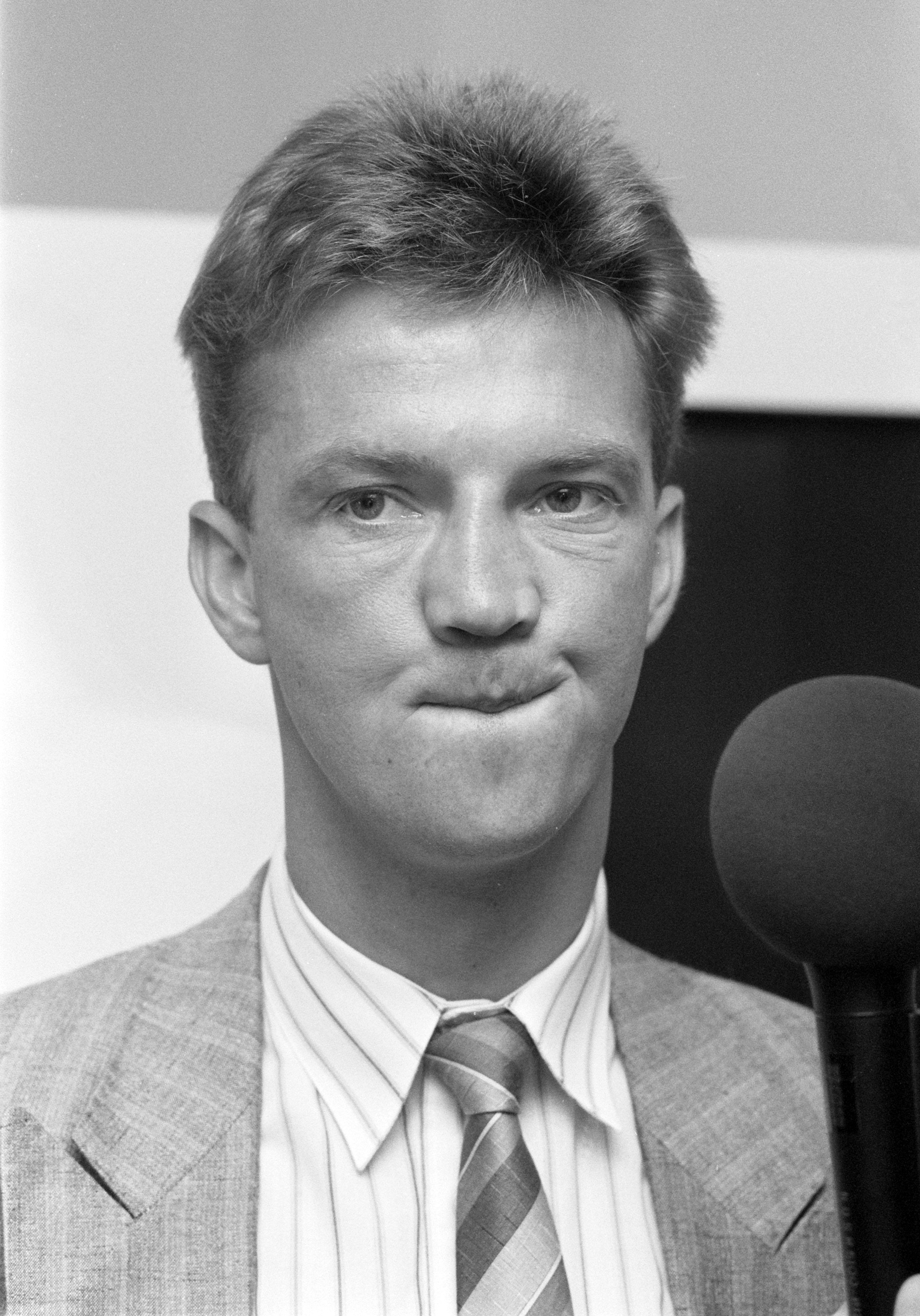
Van Gaal en 1988.

Se caracterizó por hacer unos planteamientos tácticos muy ofensivos. Suele jugar con dos extremos, e intenta que sus equipos siempre tengan la posesión del balón y lleven la iniciativa del juego. De Van Gaal también destaca su fuerte carácter y personalidad, que si bien le ha servido para dotar a sus equipos de un fuerte carácter ganador; también le ha costado numerosas críticas y problemas, tanto con dirigentes como con futbolistas, medios de comunicación y aficionados, que le critican por ser demasiado estricto, inflexible y agrio.

#### Países Bajos
Se inició en los banquillos como técnico asistente en el AZ Alkmaar neerlandés. Tras su paso por el AZ, fue técnico asistente de Leo Beenhakker en el Ajax de Ámsterdam. Con la marcha de Beenhakker al Real Madrid, van Gaal asumió el cargo de primer entrenador del Ajax en septiembre de 1991. En su primera temporada el equipo ganó la Copa de la UEFA. Con el tiempo, el equipo de van Gaal desplegó un fútbol muy atractivo y se hizo con el dominio en los Países Bajos ganando tres Eredivisies seguidas (1994, 95 y 96) y una Copa de los Países Bajos en 1993. Aquel equipo practicó un fútbol total caracterizado por la disciplina táctica y la potencia física, deslumbrando a media Europa y alzándose con la Liga de Campeones en el año 1995, tras derrotar en la final al AC Milan en Viena. Finalizó así una temporada histórica para el Ajax, que arrasó en Champions desplegando un juego que rozó la perfección. Además, el Ajax de van Gaal recuperó exitosamente el esquema del 3-4-3 en una época en la que el estilo italiano dominaba en Europa. Van Gaal supo aprovechar el talento de una joven generación de brillantes futbolistas como Edgar Davids, Clarence Seedorf, Patrick Kluivert o Marc Overmars y la experiencia de otros jugadores consolidados como Jari Litmanen o Frank Rijkaard, sin olvidar al gran portero Edwin van der Sar. En la temporada 1995-96 el equipo neerlandés conquistó la Copa Intercontinental, la Supercopa de Europa y volvió a alcanzar la final de la Liga de Campeones, pero en esa ocasión perdería en la tanda de penaltis frente la Juventus. Dejó el banquillo ajacied en 1997.

#### F. C. Barcelona
Tras sus éxitos en Ámsterdam, el F. C. Barcelona se fijó en él y se hizo con sus servicios a partir de la temporada 1997-98. Fichó a varios de sus compatriotas neerlandeses que también habían estado a sus órdenes en el Ajax, como Michael Reiziger y Winston Bogarde, más Ruud Hesp del Roda. En su primera temporada logra el doblete de Liga y Copa, además de una Supercopa de Europa, con Rivaldo como gran estrella, acompañado de otros grandes futbolistas como Figo, Luis Enrique o Guardiola. Al año siguiente el equipo revalidó el título de Liga. Aquella segunda temporada se fichó hasta cinco neerlandeses más (Kluivert, Cocu y Zenden, más los hermanos Frank y Ronald de Boer). El tercer año fue esperanzador hasta el tramo final de la temporada. Perdió la Supercopa de España y fue eliminado en semifinales de la Liga de Campeones de la UEFA por el Valencia CF; peleó hasta el final por el título de Liga, quedando segundo por detrás del Deportivo; y el equipo se retiró en semifinales de la Copa del Rey al disponer de nueve jugadores de campo más dos porteros para disputar el partido de ida por compromisos de selecciones internacionales. Así pues, en la temporada 1999-2000, no se logró ganar ningún título a excepción de la Copa Cataluña. La prensa y la afición ya no creían en el proyecto del técnico neerlandés, que finalmente dimitió a final de temporada, precipitando el fin de la presidencia de José Luis Núñez. En su primera etapa debutaron y se consolidaron en el equipo canteranos como Xavi Hernández, Carles Puyol y Gabri. Uno de sus asistentes era José Mourinho.

#### Selección neerlandesa
En julio de 2000, fue nombrado nuevo seleccionador de la selección de su país, firmando un contrato por seis años. Sin embargo, su gran sueño se terminó pronto, al no ser capaz de clasificar a los Países Bajos para la Copa Mundial de Fútbol de 2002. Portugal e Irlanda quedaron por delante del combinado oranje en el grupo clasificatorio. Decidió dimitir a finales de 2001, aunque la Federación neerlandesa le había ratificado.

#### Regreso a Barcelona
En 2002, regresó al F. C. Barcelona como entrenador. Decidió prescindir de tres pilares del equipo hasta ese momento: Rivaldo, Abelardo y Sergi, e intentó implantar un sistema de juego muy ofensivo con tres defensas. En su regreso a la disciplina blaugrana, Van Gaal no pudo fichar lo que quería, como en su primera etapa en Barcelona, sino lo que podía: llegaron al Camp Nou el portero alemán Robert Enke, el mediapunta argentino Juan Román Riquelme y el centrocampista español Gaizka Mendieta, siendo este último el que mejor rendimiento aportó al conjunto catalán, mientras el lateral argentino Juan Pablo Sorín llegó en el mercado de invierno. A pesar de los escasos fichajes, o debido a ello, hizo debutar con el primer equipo a canteranos como Víctor Valdés, Oleguer Presas, Andrés Iniesta, Fernando Navarro y Sergio García, muchos de los cuales acabaron siendo jugadores de máximo nivel.
En su segunda etapa el equipo se mostró muy irregular en la Liga española, todo lo contrario que en la Liga de Campeones, donde fue uno de los principales candidatos para el título por su juego y resultados (había ganado todos los partidos disputados de la fase de grupos). Los resultados en el campeonato doméstico no fueron buenos y el preparador neerlandés fue destituido el 28 de enero de 2003, a mitad de temporada, después de perder 2-0 contra el Celta de Vigo y con el equipo en 13.er puesto, siendo reemplazado por el serbio Radomir Antić.

#### Vuelta a los Países Bajos
En 2003 volvió al Ajax como asesor y alejado de los banquillos, pero unas disputas con Ronald Koeman sobre motivos tácticos provocaron la marcha de Van Gaal del Ajax y su vuelta a los banquillos en 2005 de la mano del AZ Alkmaar. Con este club modesto, logró resultados muy buenos en los Países Bajos, clasificándolo varias veces para la Copa de la UEFA y ganando la Liga neerlandesa (Eredivisie) en la temporada 2008-2009. Esto hizo que los equipos grandes de Europa volvieran a fijarse en él como un entrenador de éxito.

#### Bayern Múnich
Al finalizar la Bundesliga 2008/2009, el Bayern Múnich anunció su fichaje por dos temporadas a partir del 1 de julio de 2009, reemplazando al entrenador interino Jupp Heynckes, el cual se había hecho cargo del equipo tras la destitución de Jürgen Klinsmann por los malos resultados conseguidos. Después de un pobre inicio, que estuvo a punto de costarle el puesto, su equipo logró resultados positivos y consiguió ganar la Bundesliga y la DFB-Pokal. También alcanzó la final de la Liga de Campeones, jugada en el Santiago Bernabéu, que perdió (2-0) frente al Inter de Milán entrenado por José Mourinho, antiguo asistente de van Gaal en el Barcelona.
Su segunda temporada en el banquillo del Allianz Arena empezó ganando la DFL-Supercup frente al Schalke 04. Sin embargo, posteriormente el Bayern fue eliminado en octavos de final de la Champions por la regla del gol de visitante. Finalmente, Van Gaal fue destituido el 9 de abril de 2011, después de empatar contra el 1. FC Nürnberg, con su equipo en cuarto puesto y a sólo un punto del Hannover 96, que ocupaba la última plaza que da acceso a la previa de la Liga de Campeones.

#### Segunda etapa en la selección neerlandesa
El 6 de julio de 2012, tras la dimisión de Bert van Marwijk, la Real Federación de Fútbol de los Países Bajos decidió nombrar a van Gaal como su sustituto al frente de la selección neerlandesa. En esta segunda etapa logró mejores resultados, clasificando al equipo para el Mundial de Brasil sin perder un solo encuentro, cosechando nueve victorias y un empate en la fase de clasificación. Antes de la disputa del Mundial, van Gaal anunció que dejaría la selección al finalizar el torneo, y poco después se confirmó que su sucesor sería Guus Hiddink.
En la Copa del Mundo de Brasil 2014, el equipo neerlandés quedó emparejado con España, Chile y Australia en el Grupo B. Debutó ante el combinado español, vigente campeón, imponiéndose 5 a 1, la máxima goleada que había recibido nunca un campeón defensor en una Copa del Mundo. En los partidos siguientes, ante Australia y Chile logrando imponerse en ambos cotejos (2-3 y 2-0 respectivamente). Con estos resultados, clasificó a Países Bajos como primera del grupo B y se enfrentó a México en los octavos de final, a quien derrotó por 2-1 con un polémico gol de penal en el tiempo de descuento. En cuartos de final el rival del combinado neerlandés fue Costa Rica. A un minuto de finalizar la prórroga con empate a cero, Van Gaal decidió sustituir al arquero Jasper Cillessen por el suplente Tim Krul. El cambio dio resultado y se impusieron por 4 a 3 en la tanda de penaltis, accediendo a las semifinales. En dicha ronda no pudo seguir con su racha, perdiendo contra Argentina 2:4 en la tanda de penaltis tras finalizar la prórroga con empate a cero. Finalmente, en el partido por el tercer y cuarto lugar derrotó al anfitrión Brasil por 3-0, obteniendo así el tercer puesto del torneo y ocupando la plantilla completa de 23 jugadores.

#### Manchester United
El 19 de mayo de 2014, se confirmó que se haría cargo del Manchester United en la Premier League 2014-15. Bajo sus órdenes, el equipo inglés completó una fantástica pretemporada, ganando a rivales de prestigio como Real Madrid o Roma, aunque tuvo un flojo comienzo de campeonato, sumando un solo punto de 9 posibles. El club realizó una gran inversión en fichajes (llegaron Ángel Di María, Radamel Falcao y Ander Herrera, entre otros) para volver a formar un conjunto competitivo, tras no haberse clasificado para ninguna competición europea el año anterior. Sin embargo, el equipo sólo consiguió 13 puntos en los 10 primeros partidos de la Premier League, su peor comienzo en 28 años. A partir de ahí, los red devils encadenan victorias que les permiten alcanzar las primeras posiciones. El 19 de marzo de 2015, Van Gaal anunció que su actual cargo en el Manchester United será el último de su carrera y se jubilará cuando termine su etapa al frente del club inglés. Finalmente, el equipo de Old Trafford terminó la Premier como 4.º clasificado, obteniendo así el pase para la Liga de Campeones.
La segunda temporada de Van Gaal al mando del Manchester United comenzó con buenos resultados, superando la ronda previa de la Liga de Campeones para acceder a la fase de grupos y situándose entre los primeros clasificados en las primeras jornadas de la Premier League, mostrando sus aspiraciones al título. Sin embargo, fue eliminado de la Capital One Cup a las primeras de cambio y de la Champions en la fase de grupos. Para complicar las cosas, el equipo inglés encadena 7 partidos sin ganar y cae fuera de los puestos europeos al término de la primera vuelta de la Premier League. El Manchester United terminó la temporada como 5.º clasificado de la Premier League 2015-16, empatado a puntos con el 4.º, pero perdiendo la última posición que da acceso Champions por la diferencia de goles; y proclamándose campeón de la FA Cup al vencer 2-1 en la prórroga al Crystal Palace en el Estadio de Wembley. Dos días después, el 23 de mayo, Van Gaal fue cesado como entrenador del Manchester United, siendo más tarde sustituido por José Mourinho.

#### Retiro como entrenador
El 17 de enero de 2017, muere su yerno y su hermana menor, por lo cual decide rechazar una oferta de la Superliga de China e informar a los medios de comunicación que se retira de los banquillos por dicho motivo. "Han pasado tantas cosas en mi familia, que he tenido mucho peso para decidir mi retiro del fútbol" señaló.

#### Tercera etapa en la selección neerlandesa
El 4 de agosto de 2021, fue confirmado como seleccionador de los Países Bajos hasta el Mundial de Catar 2022. Los dirigidos por Van Gaal estuvieron situados en el Grupo A; junto con la selecciones de Catar, Senegal y Ecuador obteniendo un paso invicto con dos victorias y un empate, posteriormente derrotaria a la selección de Estados Unidos en Octavos de final con marcador 3-1, llevándose el pase a la siguiente fase donde se midió con el combinando de Argentina.
Renunció a su cargo y a su profesión tras caer, nuevamente y por segundo mundial consecutivo, ante la selección de fútbol de Argentina en cuartos de final del Mundial en la tanda de penaltis (4-3), después de que el partido terminara en empate a 2 goles.

## Vida personal
Van Gaal habla neerlandés, español, inglés y alemán.
El 3 de abril de 2022 anunció que padecía cáncer de próstata. Meses después dijo que el tratamiento fue exitoso.

## Clubes y estadísticas

### Como jugador
| Club                | País         | Año       | Partidos | Goles |
| ------------------- | ------------ | --------- | -------- | ----- |
| Ajax Ámsterdam      | Países Bajos | 1971-1973 | 0        | 0     |
| Royal Antwerp F. C. | Bélgica      | 1973-1977 | 41       | 7     |
| Stormvogels Telstar | Países Bajos | 1977-1978 | 25       | 1     |
| Sparta Rotterdam    | Países Bajos | 1978-1986 | 248      | 26    |
| A. Z. Alkmaar       | Países Bajos | 1986-1987 | 17       | 0     |

### Como entrenador

#### Clubes
| Equipo                       | Div.         | Temporada    | Liga  | Liga | Liga | Liga | Liga |       | Copa | Copa | Copa | Copa  |    | Internacional | Internacional | Internacional | Internacional | Internacional |   | Otros | Otros | Otros | Otros |     | Totales     | Totales | Totales | Totales | Totales | Totales | Totales | Totales |
| Equipo                       | Div.         | Temporada    | Part. | G    | E    | P    | Pos. | Part. | G    | E    | P    | Part. | G  | E             | P             | Pos.          | Part.         | G             | E | P     | Part. | G     | E     | P   | Rendimiento | GF      | GC      | Dif.    |         |         |         |         |
| ---------------------------- | ------------ | ------------ | ----- | ---- | ---- | ---- | ---- | ----- | ---- | ---- | ---- | ----- | -- | ------------- | ------------- | ------------- | ------------- | ------------- | - | ----- | ----- | ----- | ----- | --- | ----------- | ------- | ------- | ------- | ------- | ------- | ------- | ------- |
| Ajax · Países Bajos          | 1.ª          | 1991-92      | 29    | 21   | 4    | 4    | 2.º  | 3     | 2    | 0    | 1    | 11    | 7  | 4             | 0             | 1.º           | -             | -             | - | -     | 43    | 30    | 8     | 5   | 75.97%      | 89      | 31      | +58     |         |         |         |         |
| Ajax · Países Bajos          | 1.ª          | 1992-93      | 34    | 20   | 9    | 5    | 3.º  | 5     | 5    | 0    | 0    | 8     | 7  | 0             | 1             | 1/4           | -             | -             | - | -     | 47    | 32    | 9     | 6   | 74.47%      | 129     | 43      | +86     |         |         |         |         |
| Ajax · Países Bajos          | 1.ª          | 1993-94      | 34    | 26   | 2    | 6    | 1.º  | 4     | 3    | 0    | 1    | 6     | 3  | 1             | 2             | 1/4           | 1             | 1             | 0 | 0     | 45    | 33    | 3     | 9   | 72.59%      | 122     | 37      | +85     |         |         |         |         |
| Ajax · Países Bajos          | 1.ª          | 1994-95      | 34    | 27   | 7    | 0    | 1.º  | 3     | 2    | 0    | 1    | 11    | 7  | 4             | 0             | 1.º           | 1             | 1             | 0 | 0     | 49    | 37    | 11    | 1   | 82.99%      | 134     | 35      | +99     |         |         |         |         |
| Ajax · Países Bajos          | 1.ª          | 1995-96      | 34    | 26   | 5    | 3    | 1.º  | 2     | 1    | 0    | 1    | 11    | 8  | 2             | 1             | 2.º           | 4             | 2             | 2 | 0     | 51    | 37    | 9     | 5   | 78.43%      | 129     | 31      | +98     |         |         |         |         |
| Ajax · Países Bajos          | 1.ª          | 1996-97      | 34    | 17   | 10   | 7    | 4.º  | 1     | 0    | 0    | 1    | 10    | 5  | 1             | 4             | 1/2           | 1             | 0             | 0 | 1     | 46    | 22    | 11    | 13  | 55.8%       | 69      | 48      | +21     |         |         |         |         |
| Ajax · Países Bajos          | Total        | Total        | 199   | 137  | 37   | 25   | -    | 18    | 13   | 0    | 5    | 57    | 37 | 12            | 8             | -             | 7             | 4             | 2 | 1     | 281   | 191   | 51    | 39  | 74.02%      | 672     | 225     | +447    |         |         |         |         |
| Barcelona · España           | 1.ª          | 1997-98      | 38    | 23   | 5    | 10   | 1.º  | 7     | 5    | 2    | 0    | 8     | 3  | 2             | 3             | FG            | 4             | 2             | 1 | 1     | 57    | 33    | 10    | 14  | 63.74%      | 111     | 83      | +28     |         |         |         |         |
| Barcelona · España           | 1.ª          | 1998-99      | 38    | 24   | 7    | 7    | 1.º  | 4     | 2    | 0    | 2    | 6     | 2  | 2             | 2             | FG            | 2             | 0             | 0 | 2     | 50    | 28    | 9     | 13  | 62%         | 108     | 62      | +46     |         |         |         |         |
| Barcelona · España           | 1.ª          | 1999-00      | 38    | 19   | 7    | 12   | 2.º  | 8     | 4    | 2    | 2    | 16    | 11 | 3             | 2             | 1/2           | 2             | 0             | 1 | 1     | 64    | 34    | 13    | 17  | 59.9%       | 128     | 80      | +48     |         |         |         |         |
| Barcelona · España           | 1.ª          | 2002-03      | 19    | 6    | 5    | 8    | Inc. | 1     | 0    | 0    | 1    | 10    | 10 | 0             | 0             | Inc.          | -             | -             | - | -     | 30    | 16    | 5     | 9   | 58.89%      | 51      | 34      | +17     |         |         |         |         |
| Barcelona · España           | Total        | Total        | 133   | 72   | 24   | 37   | -    | 20    | 11   | 4    | 5    | 40    | 26 | 7             | 7             | -             | 8             | 2             | 2 | 4     | 201   | 111   | 37    | 53  | 61.36%      | 398     | 259     | +139    |         |         |         |         |
| AZ Alkmaar · Países Bajos    | 1.ª          | 2005-06      | 36    | 24   | 5    | 7    | 2.º  | 3     | 2    | 0    | 1    | 8     | 5  | 1             | 2             | 1/16          | -             | -             | - | -     | 47    | 31    | 6     | 10  | 70.22%      | 97      | 44      | +53     |         |         |         |         |
| AZ Alkmaar · Países Bajos    | 1.ª          | 2006-07      | 38    | 23   | 10   | 5    | 3.º  | 6     | 5    | 1    | 0    | 12    | 5  | 5             | 2             | 1/4           | -             | -             | - | -     | 56    | 33    | 16    | 7   | 68.45%      | 148     | 60      | +88     |         |         |         |         |
| AZ Alkmaar · Países Bajos    | 1.ª          | 2007-08      | 34    | 11   | 10   | 13   | 11.º | 1     | 0    | 0    | 1    | 6     | 2  | 2             | 2             | FG            | -             | -             | - | -     | 41    | 13    | 12    | 16  | 41.47%      | 54      | 60      | -6      |         |         |         |         |
| AZ Alkmaar · Países Bajos    | 1.ª          | 2008-09      | 34    | 25   | 5    | 4    | 1.º  | 4     | 3    | 0    | 1    | -     | -  | -             | -             | -             | -             | -             | - | -     | 38    | 28    | 5     | 5   | 78.07%      | 75      | 24      | +51     |         |         |         |         |
| AZ Alkmaar · Países Bajos    | Total        | Total        | 142   | 83   | 30   | 29   | -    | 14    | 10   | 1    | 3    | 26    | 12 | 8             | 6             | -             | -             | -             | - | -     | 182   | 105   | 39    | 38  | 64.83%      | 374     | 188     | +186    |         |         |         |         |
| Bayern Múnich · Alemania     | 1.ª          | 2009-10      | 34    | 20   | 10   | 4    | 1.º  | 6     | 6    | 0    | 0    | 13    | 7  | 1             | 5             | 2.º           | -             | -             | - | -     | 53    | 33    | 11    | 9   | 69.18%      | 116     | 49      | +67     |         |         |         |         |
| Bayern Múnich · Alemania     | 1.ª          | 2010-11      | 29    | 15   | 7    | 7    | Inc. | 5     | 4    | 0    | 1    | 8     | 6  | 0             | 2             | 1/8           | 1             | 1             | 0 | 0     | 43    | 26    | 7     | 10  | 65.9%       | 98      | 49      | +49     |         |         |         |         |
| Bayern Múnich · Alemania     | Total        | Total        | 63    | 35   | 17   | 11   | -    | 11    | 10   | 0    | 1    | 21    | 13 | 1             | 7             | -             | 1             | 1             | 0 | 0     | 96    | 59    | 18    | 19  | 67.71%      | 214     | 98      | +116    |         |         |         |         |
| Manchester United Inglaterra | 1.ª          | 2014-15      | 38    | 20   | 10   | 8    | 4.º  | 6     | 3    | 1    | 2    | -     | -  | -             | -             | -             | -             | -             | - | -     | 44    | 23    | 11    | 10  | 60.6%       | 71      | 44      | +27     |         |         |         |         |
| Manchester United Inglaterra | 1.ª          | 2015-16      | 38    | 19   | 9    | 10   | 5.º  | 9     | 7    | 2    | 0    | 12    | 5  | 3             | 4             | 1/8           | -             | -             | - | -     | 59    | 31    | 14    | 14  | 60.45%      | 87      | 54      | +33     |         |         |         |         |
| Manchester United Inglaterra | Total        | Total        | 76    | 39   | 19   | 18   | -    | 15    | 10   | 3    | 2    | 12    | 5  | 3             | 4             | -             | -             | -             | - | -     | 103   | 54    | 25    | 24  | 60.52%      | 158     | 98      | +60     |         |         |         |         |
| Total Clubes                 | Total Clubes | Total Clubes | 613   | 366  | 127  | 120  | -    | 78    | 54   | 8    | 16   | 156   | 93 | 31            | 32            | -             | 16            | 7             | 4 | 5     | 863   | 520   | 170   | 173 | 66.82%      | 1816    | 868     | +948    |         |         |         |         |
| 1. 2. 3.                     |              |              |       |      |      |      |      |       |      |      |      |       |    |               |               |               |               |               |   |       |       |       |       |     |             |         |         |         |         |         |         |         |

#### Selección
| Países Bajos    | 2000-01         | - | - | - | - | -    | 10 | 6  | 2 | 2 | -  | - | - | - | -   | 5  | 3 | 2 | 0 | 15 | 9  | 4  | 2 | 68.89% | 37  | 11 | +26  |
| Países Bajos    | 2012-13         | - | - | - | - | -    | 10 | 9  | 1 | 0 | -  | - | - | - | -   | 8  | 3 | 4 | 1 | 18 | 12 | 5  | 1 | 75.93% | 43  | 11 | +32  |
| Países Bajos    | 2013-14         | - | - | - | - | -    | -  | -  | - | - | 7  | 5 | 2 | 0 | 3.º | 4  | 1 | 2 | 1 | 11 | 6  | 4  | 1 | 66.67% | 21  | 9  | +12  |
| Países Bajos    | 2020-21         | - | - | - | - | -    | 7  | 5  | 2 | 0 | -  | - | - | - | -   | -  | - | - | - | 7  | 5  | 2  | 0 | 80.95% | 22  | 4  | +18  |
| Países Bajos    | 2021-22         | - | - | - | - | -    | -  | -  | - | - | -  | - | - | - | -   | 2  | 1 | 1 | 0 | 2  | 1  | 1  | 0 | 66.67% | 5   | 3  | +2   |
| Países Bajos    | 2022-23         | 6 | 5 | 1 | 0 | Inc. | -  | -  | - | - | 5  | 3 | 2 | 0 | 1/4 | 0  | 0 | 0 | 0 | 11 | 8  | 3  | 0 | 81.82% | 24  | 10 | +14  |
| Total Selección | Total Selección | 6 | 5 | 1 | 0 | -    | 27 | 20 | 5 | 2 | 12 | 8 | 4 | 0 | -   | 19 | 8 | 9 | 2 | 64 | 41 | 19 | 4 | 73.96% | 152 | 48 | +104 |

##### Como seleccionador de Países Bajos
| Torneo                           | Año                         | PJ | PG | PE | PP | GF  | GC | DF   | Pts | Resultado        | Rendimiento |
| -------------------------------- | --------------------------- | -- | -- | -- | -- | --- | -- | ---- | --- | ---------------- | ----------- |
| Clasificatorias Corea-Japón 2002 | 2000-2001                   | 10 | 6  | 2  | 2  | 30  | 9  | +21  | 20  | No clasificó     | 66.67%      |
| Clasificatorias Brasil 2014      | 2012-2013                   | 10 | 9  | 1  | 0  | 34  | 5  | +29  | 28  | Clasificado      | 93.33%      |
| Brasil 2014                      | 2014                        | 7  | 5  | 2  | 0  | 15  | 4  | +11  | 17  | 3.º              | 80.95%      |
| Clasificatorias Catar 2022       | 2021-2022                   | 7  | 5  | 2  | 0  | 22  | 4  | +18  | 17  | Clasificado      | 77.78%      |
| Liga de Naciones UEFA 2022-23    | 2022-2023                   | 6  | 5  | 1  | 0  | 14  | 6  | +8   | 16  | Fase de grupos   | 88.89%      |
| Catar 2022                       | 2022                        | 5  | 3  | 2  | 0  | 10  | 4  | +6   | 11  | Cuartos de final | 73.33%      |
| Amistosos                        | 2000-01 / 2012-14 / 2021-22 | 19 | 8  | 9  | 2  | 27  | 16 | +11  | 33  | +8 PG            | 57.9%       |
| Total                            | Total                       | 64 | 41 | 19 | 4  | 152 | 48 | +104 | 142 | Sin títulos      | 73.96%      |

## Palmarés

### Títulos nacionales
| Título                        | Equipo                  | País         | Año       |
| ----------------------------- | ----------------------- | ------------ | --------- |
| Copa de los Países Bajos      | A. F. C. Ajax           | Países Bajos | 1992-93   |
| Supercopa de los Países Bajos | A. F. C. Ajax           | Países Bajos | 1993      |
| Eredivisie                    | A. F. C. Ajax           | Países Bajos | 1993-94   |
| Supercopa de los Países Bajos | A. F. C. Ajax           | Países Bajos | 1994      |
| Eredivisie                    | A. F. C. Ajax           | Países Bajos | 1994-95   |
| Supercopa de los Países Bajos | A. F. C. Ajax           | Países Bajos | 1995      |
| Eredivisie                    | A. F. C. Ajax           | Países Bajos | 1995-96   |
| Copa del Rey                  | F. C. Barcelona         | España       | 1997-1998 |
| Primera División de España    | F. C. Barcelona         | España       | 1997-98   |
| Primera División de España    | F. C. Barcelona         | España       | 1998-99   |
| Eredivisie                    | AZ Alkmaar              | Países Bajos | 2008-09   |
| Bundesliga                    | Bayern de Múnich        | Alemania     | 2009-10   |
| Copa de Alemania              | Bayern de Múnich        | Alemania     | 2009-10   |
| Supercopa de Alemania         | Bayern de Múnich        | Alemania     | 2010      |
| FA Cup                        | Manchester United F. C. | Inglaterra   | 2015-16   |

### Títulos internacionales
| Título                | Equipo          | Sede  | Año     |
| --------------------- | --------------- | ----- | ------- |
| Copa de la UEFA       | A. F. C. Ajax   | n/a   | 1991-92 |
| Liga de Campeones     | A. F. C. Ajax   | Viena | 1994-95 |
| Copa Intercontinental | A. F. C. Ajax   | Tokio | 1995    |
| Supercopa de la UEFA  | A. F. C. Ajax   | n/a   | 1995    |
| Supercopa de la UEFA  | F. C. Barcelona | n/a   | 1997    |

Notas
1. 1 2 3  El campeonato no tuvo sede fija, jugándose la final a ida y vuelta de local y visita.

### Distinciones individuales
| Distinción                                                            | Año  |
| --------------------------------------------------------------------- | ---- |
| 18.º entrenador más grande de todos los tiempos según France Football | 2019 |